# 山荷叶属
山荷叶属（学名：Diphylleia）是小檗科下的一个属，为多年生草本植物。该属共有3种，分布于北美、日本和中国。根茎可入药。